# Podarcis erhardii
La lagartija de Erhard (Podarcis erhardii) es una especie  de reptil escamoso  de la familia Lacertidae  propia de la península balcánica y las islas egeas. En el continente se extiende de Albania, Macedonia del Norte y de Bulgaria meridional a la parte del noreste de la península de Peloponeso en Grecia.
La longitud del cuerpo del lagarto es cerca de 7 cm; la cola es dos veces más larga. La cabeza es algo ancha, y la piel es lisa. El color de esta especie varía mucho. El color principal es típicamente gris o marrón, a veces verde. Las hembras particularmente son rayadas. En el medio de la parte posterior puede estar una línea oscura. El vientre y garganta son a menudo blancos, amarillos, anaranjados o rojos.